# Вера Зима
Вјерочка Зимова (хрв. Vjeročka Zimova; Метковић, 21. март 1953 — Загреб, 7. новембар 2020), познатија као Вера Зима, била је југословенска и хрватска позоришна, филмска и телевизијска глумица. Добитница је награде Златна арена за најбољу споредну женску улогу за 2004. годину, за улогу Мире у филму Опрости за кунг фу. Године 2020. додељена јој је и Награда Владимир Назор за велики допринос хрватској филмској уметности.

## Биографија
Вера је рођена као Вјерочка Зимова у Метковићу 1953. године. Мајка јој је била Хрватица, а отац Словак који се из Кулпина у Војводини преселио у Далмацију, где је и остао до краја живота. Детињство и младост је провела у Плочама, а потом са навршених 18 година одлази у Загреб где уписује студије глуме на Факултету драмских уметности. Пре одласка на студије радила је као контролор на аутобуској линији Дрвеник−Плоче и тако зарађивала за џепарац. На пријемном испиту на Академији драмских уметности била је једина жена у генерацији, а њена изведба Грушенке из Браће Карамазових обезбедила јој је једно од четири места на академији у конкуренцији 140 кандидата.
Одмах након завршетка студија Реља Башић и Вања Драх из Театра у гостима, позвали су је да заједно са њима ради хит представу Ивана Кушана Чаруга, захваљујући којој је већ на почетку каријере радила са тада искусним глумцима попут Фабијана Шоваговића, Фрање Мајетића, Ива Сердара, Ане Карић итд.
Наступала је и у Сатиричном позоришту Керемпух, у Загребачком луткарском позоришту, а радила је и синхронизације бројних анимираних филмова.
Филмску каријеру је започела 1975. у награђиваном филму Кућа, а улога Маше у филму Мећава Антуна Врдољака из 1977. донела јој је епитет будуће велике звезде. Током каријере остварила је низ запажених улога и у филмовима Киклоп, Љубавна писма с предумишљајем, Четвероред, Богородица, Благајница хоће ићи на море, Дуга мрачна ноћ, Не дао Бог већег зла, Метастазе. Последњи филм, Корак по корак, снимила је 2011. године.
Улога брижне сеоске мајке Мире у филму Опрости за кунг фу из 2004, донела јој је Златну арену за најбољу споредну улогу на Филмском фестивалу у Пули 2004. године. Велику популарност је стекла и својим улогама у телевизијским серијама, посебно тумачећи лик „савршене маме” Руже Космички у хумористичкој серији Одмори се, заслужио си (2005−2009) за коју је 2006. добила награду Хрватског удружења драмских уметника. У лето 2020. додељена јој је Награда Владимир Назор за животно дело, за целокупан допринос хрватској драмској уметности.

## Филмографија
Филмске улоге
| Год.  | Назив                         | Улога                    |
| ----- | ----------------------------- | ------------------------ |
| 1975. | Кућа                          |                          |
| 1977. | Мећава                        | Маша                     |
| 1979. | Новинар                       | Нада                     |
| 1979. | Паклени оток                  | Божена                   |
| 1979. | Градилиште                    | Зорица, Милојева жена    |
| 1982. | Киклоп                        |                          |
| 1982. | Хоћу живјети                  | Јела Лукић               |
| 1982. | Немир                         |                          |
| 1985. | Љубавна писма с предумишљајем | Ана                      |
| 1987. | Теревенка                     |                          |
| 1988. | Течај пливања                 |                          |
| 1990. | Докторова ноћ                 |                          |
| 1990. | Шкољка шуми                   |                          |
| 1990. | Љето за сјећање               |                          |
| 1994. | Вуковар се враћа кући         |                          |
| 1997. | Трећа жена                    | докторка Винкић          |
| 1997. | Божић у Бечу                  | конобарица               |
| 1999. | Богородица                    | Винка Шокчевић           |
| 1999. | Четвероред                    | надстојница часне службе |
| 2000. | Благајница хоће ићи на море   | Штефица                  |
| 2000. | Срце није у моди              | Ружа                     |
| 2000. | Црна кроника или дан жена     | продавачица              |
| 2001. | Анте се враћа кући            | госпођа                  |
| 2002. | Презимити у Рију              | Даница                   |
| 2002. | Не дао Бог већег зла          | власница стрељане        |
| 2004. | Дуга мрачна ноћ               | Ката                     |
| 2004. | Опрости за кунг фу            | Мира                     |
| 2007. | Морам спават', анђеле         | бака                     |
| 2007. | Метастазе                     | тета Зора                |
| 2009. | Човјек испод стола            | Луција                   |
| 2011. | Корак по корак                | Мара                     |